# فلورنسا وايت وليامز
فلورنسا وايت وليامز (بالإنجليزية: Florence White Williams)‏ هي رسامة توضيحية ورسامة أمريكية، ولدت في 1900 في بوتني في الولايات المتحدة، وتوفيت في 17 مايو 1953.